# Sap (powiat Dunajská Streda)
Sap (węg. Szap) – wieś (obec) na Słowacji, w kraju trnawskim, w powiecie Dunajská Streda. Miejscowość położona jest na Nizinie Naddunajskiej.